# Douglas C-47 Skytrain

C-47

O Douglas C-47 Skytrain ou Dakota (designação RAF, RAAF, RCAF, RNZAF e SAAF) é uma aeronave de transporte militar desenvolvida a partir do avião civil Douglas DC-3. Foi usado extensivamente pelos Aliados durante a Segunda Guerra Mundial e permaneceu no serviço da linha de frente com vários operadores militares por muitos anos.
Mais de 10.000 unidades foram fabricadas em suas várias versões, tanto para transporte de tropas ou paraquedistas como para o transporte de cargas.
Foram produzidas numerosas variantes do C-47 utilizando diferentes motores, equipamentos ou disposição das cabinas.
Uma variante para o lançamento de paraquedistas foi sujeita a tantas alterações especificas que passou a ser designado por C-53 Skytrooper.
A Royal Air Force (RAF - Força Aérea do Reino Unido) utilizou cerca de 2.000 aviões C-47, passando-os a designar como Dakota.

## Fotos

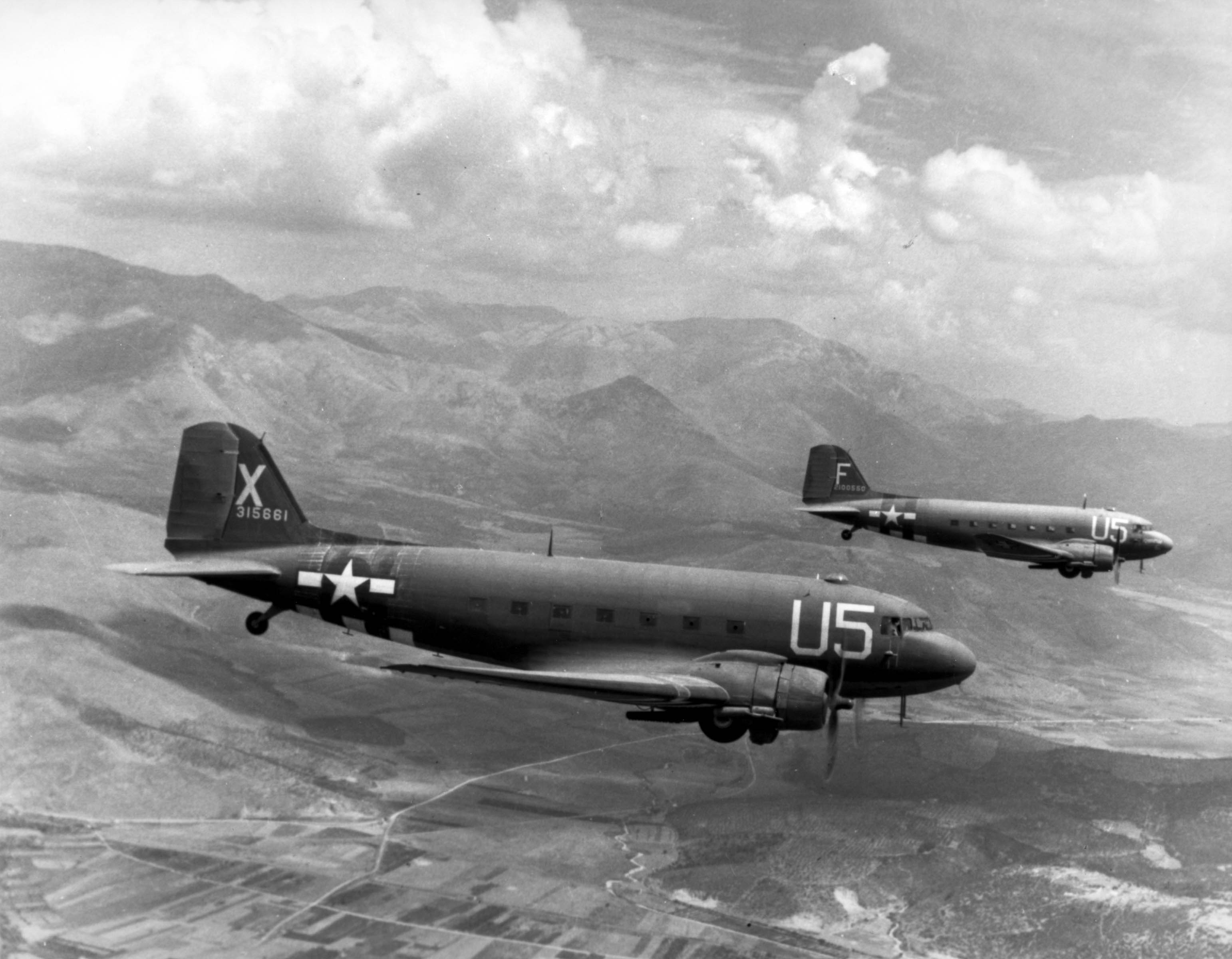
Dois C-47 americanos.
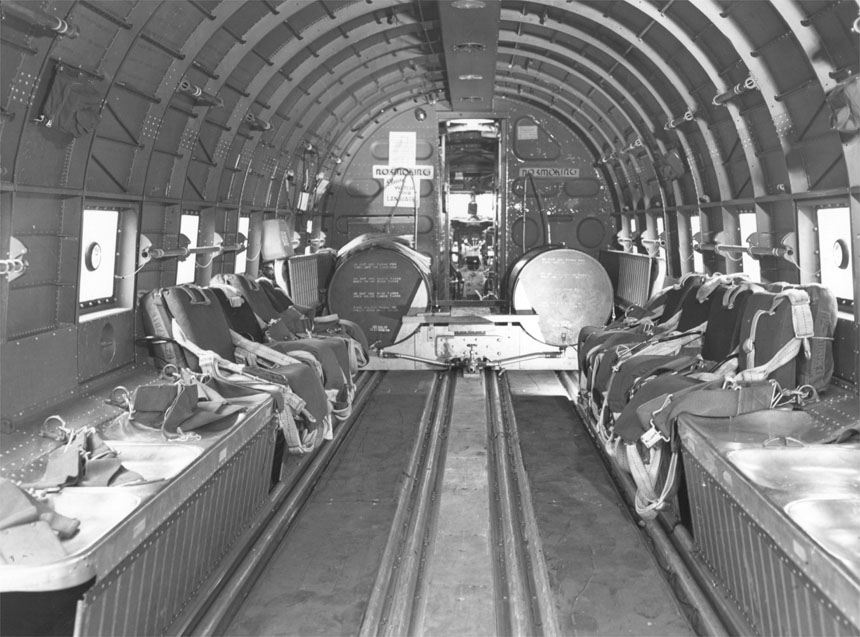
O interior do avião.
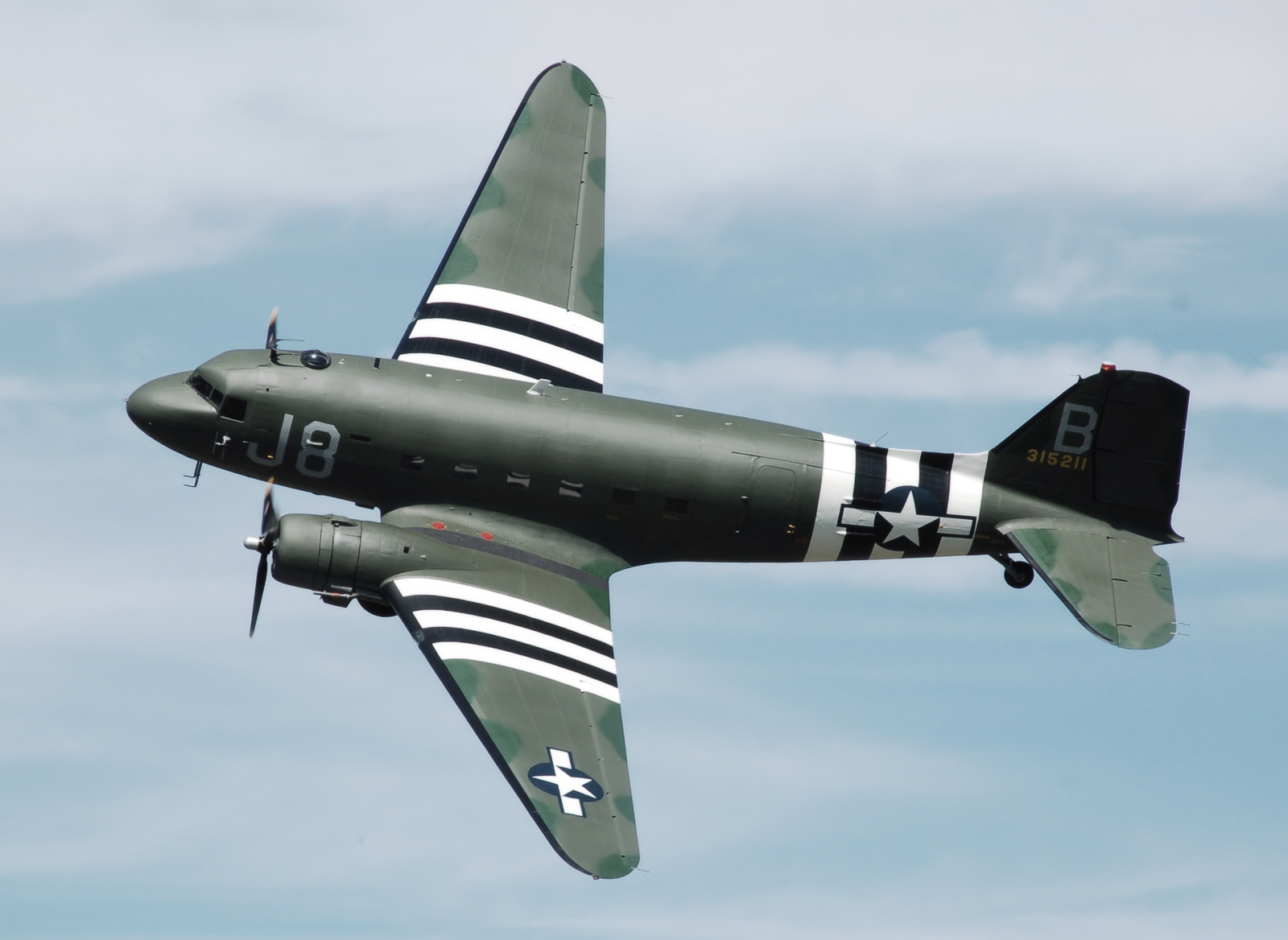
Um C-47 em um show aérea, em 2010.

## Variações
Abaixo estão descritas as variações do C-47 Skytrain. Entre parênteses, estão as denominações utilizadas pela Royal Air Force (Dakota).
- C-47 (Dakota I): Versão militar inicial do DC-3
- C-47A (Dakota III): Sistema elétrico de 24v substituindo o original de 12v.
- C-47B (Dakota IV): Motores R-1830-90 e capacidade extra de combustível, permitindo voo de rotas China-Burma-India
- C-47D
- C-48 a C-52: Inúmeras variações militares do DC-3 que entraram em serviço
- C-53 (Dakota II): Versão para passageiros e para-quedistas.

## Emprego na Força Aérea Portuguesa
Em 1944, resultante de uma aterragem de emergência em Lisboa, um avião americano deste tipo foi apreendido. Durante a Segunda Guerra Mundial, o estatuto de Portugal como País não beligerante proibia a utilização do espaço aéreo por aviões envolvidos no conflito. Antecipando-se à apreensão, o embaixador americano ofereceu a aeronave a Portugal. A partir de 1958, a Força Aérea Portuguesa adquiriu 29 aviões Dakota provenientes de diversas origens e de vários modelos.
Operaram em missões de carga e transporte de passageiros. Durante a Guerra do Ultramar nas três frentes executaram missões de reconhecimento aéreo, lançamento de pára-quedistas, transporte de feridos, busca e salvamento e até de bombardeamento na Guiné-Bissau.
Com o fim da Guerra do Ultramar foram abatidos ao serviço. Muitos deles foram oferecidos aos novos países africanos, antigas colónias portuguesas.

## Emprego na Força Aérea Brasileira
Versões anteriores da série DC da Douglas já vinham sendo empregadas pelo Exército Brasileiro desde 1936, com a compra de 2 DC-2, que voavam com designação C-32, a seguir foram encomendados outros 18 DC-2, na configuração C-33.
Quando o antigo Corpo Aéreo deu origem à Força Aérea do Exercito em 1941 o C-47 Skytrain veio a consolidar-se como o avião de transporte padrão.
Essa extraordinária aeronave operou em todos os continentes, participou de todas as batalhas mais importantes e permaneceu em operação muito tempo depois de terminada a Segunda Guerra Mundial. No Brasil havia remanescentes da frota desse avião até ao final da década de 1960.
A FAB desativou seus C-47 em 1983.